# Georg Jonathan von Holland
Pour les articles homonymes, voir Holland.
Georg Jonathan von Holland est un mathématicien et philosophe allemand, né à Rosenfeld (duché de Wurtemberg) le 6 août 1742 et mort à Stuttgart le 11 avril 1784.

## Biographie
Le duc Frédéric-Eugène de Wurtemberg le choisit pour précepteur de ses fils, avec qui il voyagea en Allemagne et en Russie, et l'impératrice Catherine, pour récompenser ses talents, lui donna le titre de baron, avec le grade de capitaine de ses gardes. 

## Œuvres
On a de lui, en allemand : 
- Traité sur les mathématiques (Tubingue, 1764, in-4°);
- Précis de l'exposition du parallélogramme de Newton par Kæstner (1765),

et, en français,
- Réflexions philosophiques sur le système de la nature (Londres, 1772, in-8°),

réfutation la plus solide peut-être qu'on ait faite des doctrines du baron d'Holbach. 

## Source
- Grand Dictionnaire universel du XIXe siècle